# Malcolm Marx
Malcolm Justin Marx (Germiston, 13 de octubre de 1994) es un jugador de rugby sudafricano, que juega de hooker para la Selección de rugby de Sudáfrica, y para los Kubota Spears de la Japan Rugby League One. Su posición habitual es la de hooker, pero jugó de tercera línea a nivel juvenil para los Golden Lions.

## Carrera

### Clubes
Marx representó a Golden Lions en varios torneos juveniles. Jugó para ellos en el campeonato de 2007 Sub-13 Craven Week y en el campeonato Sub-16 Grant Khomo Week de 2010. 
Fue incluido en un equipo de Sudáfrica Academia en 2011, y también para el campeonato Craven Week Sub-18 de 2012. fue también seleccionado en el torneo universitario de Sudáfrica, y jugó contra Francia e Inglaterra en agosto de 2012. 
En 2013, jugó para la Universidad de Johannesburgo en la competencia Varsity Cup 2013, haciendo ocho apariciones y anotando cuatro tries.
También fue un jugador habitual para la Sub-19 de Golden Lions durante la competencia del Campeonato Provincial Sub-19 de 2013. Hizo trece apariciones en total, anotando cuatro tries, uno de ellos en la final contra los Blue Bulls Sub-19. También fue nombrado para los Golden Lions Sub-19 Forward del año por sus exhibiciones.
Fue incluido en el Selección Juvenil de Sudáfrica para el Campeonato Mundial Junior IRB 2014 .

### Golden Lions/ Lions
Marx hizo su debut en equipo mayor de los Golden Lions en la Vodacom Cup 2014 con victoria en las jornadas de los días 18-16 de apertura ante Leopards XV en Potchefstroom .
También fue incluido en el equipo de Lions del Super Rugby  para la temporada 2014 Super Rugby .
Después de un 2017 estelar para los Lions, Marx recogió una serie de premios para el equipo, incluido el Jugador del Año de Super Rugby, el Jugador del Año de los Fanes, el Jugador del Año de los Jugadores y el Jugador Más Valioso del Año. Marx continuó con esta forma en la temporada de Super Rugby 2018, terminando la competencia como el mayor anotador de tries de los Lions y es el máximo anotador de tries (27) en la historia de los Lions, un récord que comparte con sus actuales compañeros de equipo Courtnall Skosan y Lionel Mapoe.

### Emerging Springboks
En 2016, Marx fue incluido en el equipo Emerging Springboks que jugó una serie de dos partidos en una gira contra los Saxons de Inglaterra. Llegó como reemplazo en su primer partido en Bloemfontein,  pero terminó en el perdiendo ya que los visitantes se quedaron la victoria 32–24.  Luego comenzó el segundo partido de la serie, una derrotaron con un resultado de 26-29 a los sajones en George .

### Springboks
Marx fue seleccionado por primera vez para los Springboks para el The Rugby Championship 2016, haciendo tres apariciones para su país durante 2016. Marx hizo su debut con los Springboks el 17 de septiembre de 2016, la misma fecha que la prueba número 50 de su compañero de equipo Francois Louw . Marx reemplazó al capitán de Springbok Adriaan Strauss en el minuto 43, pero tuvo un debut decepcionante, con Sudáfrica perdiendo ante Nueva Zelanda 13-41. Marx obtuvo su primera apertura para los Springboks el 5 de noviembre de 2016, poniendo una actuación de 51 minutos en un empate 31-31 contra el Barbarians Club, antes de ser reemplazado por Bongi Mbonambi . 
Después de una serie de actuaciones destacadas para los Lions, Marx se convirtió en titular habitual de Sudáfrica en 2017. El 10 de junio de 2017, fue nombrado hombre del partido por su desempeño en la primera de las tres pruebas contra los franceses . Aunque su actuación contra Nueva Zelanda en la tercera ronda del The Rugby Championship 2017 fue muy criticada, Marx se desempeñó a un nivel de clase mundial durante la mayor parte de la competencia y jugó en todas las pruebas de la competencia, con Sudáfrica terminando en el tercer lugar. Marx no fue sustituido en ninguna de las pruebas contra Australia durante la competencia, una hazaña rara para una hooker, cuya primera prueba fue un empate 23-23 y la segunda prueba contra Australia fue un empate 27-27. Marx perdió en ganar el Hombre del partido contra el australiano Kurtley Beale en ambas ocasiones. 
Marx llevó su carrera internacional a nuevas alturas el 7 de octubre de 2017, y su actuación contra Nueva Zelanda fue muy comentada y publicitada, posiblemente su mejor actuación individual hasta la fecha. Las actuaciones de Marx, así como los aleros Steven Kitshoff y el recién nombrado capitán Springbok Eben Etzebeth permitieron a Sudáfrica competir bien contra los All Blacks, con Marx haciendo cuatro pérdidas de balón y muchos tacleadas en defensa, y también preparando al alero de reemplazo Jean-Luc du Preez para probar y anotar el último try del juego. El try de Marx fue convertido por el compañero de equipo de los Lions, Elton Jantjies, para hacer que el puntaje final fuera una estrecha pérdida de 24-25 ante los All Blacks. Marx completó su temporada de rugby de 2017 al aparecer en tres de las cuatro pruebas de Springbok durante los partidos internacionales de rugby de fin de año de 2017 . 
En 2017, Marx recibió varios premios, fue elegido Jugador del Año de Rugby SA y Jugador Joven del Año de SA Rugby. También fue elegido Jugador sudafricano del torneo Super Rugby.
Marx fue nombrado en el equipo de Sudáfrica para la Copa Mundial de Rugby de 2019. Sudáfrica ganó el torneo y derrotó a Inglaterra en la final. En 2023 también fue seleccionado para la Copa Mundial de Rugby de 2023, aunque se perdió la mayoría del torneo por una lesión y solo disputó un partido. Sudáfrica ganó de nuevo el torneo y derrotó en la final a Nueva Zelanda.

## Palmarés y distinciones notables
- Campeonato Mundial de Rugby Juvenil de 2012
- nominado a Mejor jugador de rugby del mundo en 2018
- Rugby Championship 2019[9]
- Copa Mundial de Rugby de 2019[10] y de 2023